# Karine Lebon
Karine Lebon (nascida a 9 de junho de 1985) é uma política francesa e ex-atriz e professora. Ela é deputada pelo 2º círculo eleitoral de Reunião.

## Carreira
Ela foi eleita em setembro de 2020, sob a bandeira do partido Pour La Réunion, substituindo Huguette Bello que renunciou. Ela faz parte do grupo de Esquerda Democrata e Republicana no Parlamento.